# Академія архітектури Франції
Академія архітектури Франції — вища наукова установа, яка об'єднувала видатних майстрів архітектури. Відігравала одночасно роль науково-творчого центру й вищої художньої школи. Одна з п'яти академій у складі Інституту Франції.

## Історія
В 1671 була організована перша академія архітектури — Королівська академія архітектури у Франції. Пізніше подібні установи виникли в Ірландії (в 1823), Нідерландах (в 1908). В 1945 була організована Академія архітектури України, в 1956 перетворена в Академію будівництва й архітектури України (існувала до 1964). 
Ліквідована 8 серпня 1793 року за пропозицією абата Анрі Ґреґуара і Жака-Луї Давида. 
Відновлена у 1795 році, та входила до складу Інституту Франції.
У 1816 році вона була реорганізована в Академію витончених мистецтв.